# Macolor macularis
Macolor macularis is een straalvinnige vis uit de familie van snappers (Lutjanidae) en behoort derhalve tot de orde van baarsachtigen (Perciformes). De vis kan een lengte bereiken van 60 centimeter. 

## Leefomgeving
Macolor macularis is een zoutwatervis. De vis prefereert een tropisch klimaat en leeft hoofdzakelijk in de Grote Oceaan. De diepteverspreiding is 3 tot 90 meter onder het wateroppervlak. 

## Relatie tot de mens
Macolor macularis is voor de visserij van aanzienlijk commercieel belang. In de hengelsport wordt er weinig op de vis gejaagd. 